# Televisión digital terrestre

Difusión de los sistemas de televisión digital terrestre en el mundo:
DVB-T
ATSC
ISDB-T
DTMB
Sin TDT o sin datos

La televisión digital terrestre (TDT), también llamada en algunos países de América televisión digital abierta (TDA), es la transmisión de imágenes en movimiento y de su sonido asociado mediante codificación binaria a través de una red de transmisores terrestres.
Las ventajas de la televisión digital terrestre son similares a las de otros medios de transmisión digital respecto a los analógicos en plataformas tales como la televisión por cable y televisión por satélite: Su uso más eficiente del espectro radioeléctrico es al transmitir mediante multiplexación más de una señal televisiva, capacidad de transmisión de audio y video de mejor calidad y costos menores de transmisión, después de los costos de actualización. El espacio antes empleado por una sola señal de televisión pasa a llamarse canal múltiple digital o múltiplex. El número de programas transmitidos en cada canal múltiple dependerá de la relación de compresión empleada. Por otro lado, se puede dedicar el espectro sobrante para otros servicios. La compresión también ha hecho viable la emisión de señales de televisión en alta definición, que requieren un ancho de banda mayor que la de definición estándar.
Pese a las ventajas de la transmisión digital terrestre de televisión, la señal digital no es más resistente a posibles interferencias que la analógica, debido a su naturaleza como señal electromagnética. La diferencia radica en la manera de codificar la información siguiendo algoritmos lógicos que permiten identificar y corregir errores posteriormente.

## Características

### Mayor aprovechamiento del ancho de banda

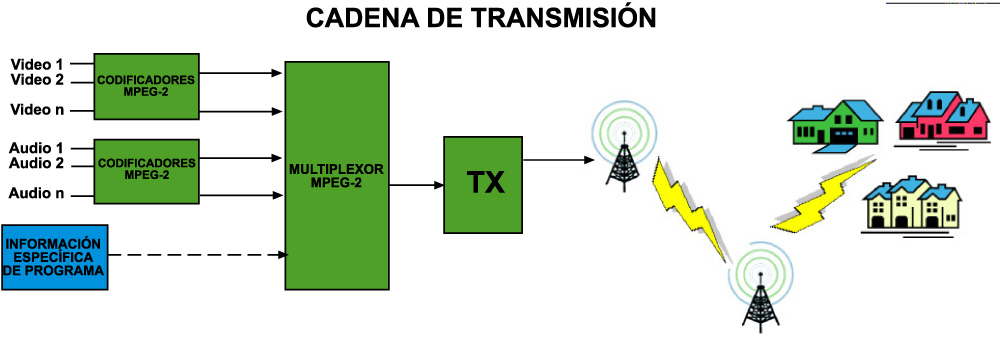
Esquema de transmisión.

La tecnología de televisión analógica solamente permite la transmisión de un único programa de televisión por cada canal UHF (ya sea de 6 MHz, 7 MHz u 8 MHz de ancho de banda). Además los canales adyacentes al que tiene lugar una emisión han de estar libres para evitar las interferencias.
La codificación digital de los programas permite que en el ancho de banda disponible en un solo canal UHF se puedan transmitir varios programas con la calidad similar a la de un DVD o uno o dos con calidad HD.
El número de programas simultáneos depende de la calidad de imagen y sonido deseadas, si bien en la actualidad es de cinco programas, con un uso habitual de cuatro, lo cual da una buena calidad en imágenes con movimientos lentos, si bien en escenas de más acción se pueden apreciar fácilmente zonas de la imagen distorsionadas, que reciben el nombre de artefactos debidos a la codificación digital MPEG-2 (o MPEG-4) de baja velocidad.
Sin embargo, la gran flexibilidad de la codificación MPEG-2 o MPEG-4 permite cambiar estos parámetros en cualquier momento, de manera transparente a los usuarios. El bloque de cuatro o cinco canales de emisión que se emite por un canal habitual de UHF recibe el nombre de MUX (múltiplex). El flujo binario del MUX es la multiplexación de los canales que lo componen. La relación de flujo de cada canal multiplexado se puede regular a voluntad, lo que es equivalente a regular la calidad de los mismos. Se puede asignar un flujo alto a una película o un evento deportivo de pago detrayendo flujo de los otros canales que componen el MUX y pueden ser de emisión abierta. Como el flujo depende del contenido de la imagen, muchas variaciones o mucho detalle de una imagen producen más flujo. El aprovechamiento óptimo del MUX, cuando todos sus componentes tienen la misma importancia comercial, se realiza mediante un control estadístico del flujo. Un sistema inteligente estima el flujo de cada canal que compone en MUX en cada momento y va asignando mayor o menor ancho de banda según la necesidad detectada. Lógicamente, se puede determinar, canal por canal, un ancho de banda mínimo como se ha comentado anteriormente.

#### Mayor límite de calidad de imagen y sonido
Debido al mejor aprovechamiento del ancho de banda, las emisiones de TDT pueden constar de mayor calidad audiovisual.
La transmisión terrestre de televisión se ve afectada por dispersión de energía, zonas de sombra y reflexiones que provocan ecos. En transmisión analógica esos problemas se manifiestan como nieve, ruido en la imagen, dobles imágenes, colores deficientes y sonido de baja calidad. En trasmisión digital, al haberse codificado la señal de manera lógica y no proporcional, el receptor puede corregir, hasta cierto punto, las distorsiones provocadas por interferencias. No obstante, cuando el receptor no es capaz de subsanar ciertos errores - ello puede ocurrir cuando la interferencia ha modificado sustancialmente la señal - puede producirse la congelación de partes de la imagen o la interrupción del sonido. Cuando el nivel de error supera cierto límite, el receptor es incapaz de recomponer la señal. Es entonces cuando la pantalla ofrece una imagen en negro sin sonido. El hecho de que exista este límite de error determinado, y no una pérdida progresiva de la calidad (como era habitual en la transmisión analógica) se denomina abismo digital (digital cliff en inglés).
La imagen, sonido y datos asociados a una emisión de TDT se codifican digitalmente. Para ello, en resolución estándar, se suele emplear el estándar MPEG-2. También se puede emplear, entre otros, el estándar H.264, que al permitir un mayor ratio de compresión, es adecuado para las emisiones en alta definición o bien para incrementar el número de programas digitales incluidos en cada canal múltiple.
El problema de los ecos se ha solucionado aplicando, en el caso de DVB-T, la modulación COFDM. En la TDT el flujo binario resultante de codificar la imagen, el sonido y los datos del programa se transmite mediante miles de portadoras entre las que se reparte la energía de radiación. Las portadoras mantienen una ortogonalidad, en el dominio de la frecuencia, su energía se sitúa en el cruce por cero de cualquier otra, lo que facilita la modulación.
Método de ocupación del canal eficiente, la señal de audio y video se divide en pequeños grupos, modulándose cada grupo por separado con portadoras de frecuencia diferentes muy próximas entre sí. Esto supone que el canal de radio se divide en subcanales que transmiten de forma cíclica la señal asignada a cada uno de ellos. La velocidad de transmisión de las portadoras es baja con largos periodos entre cada señal transmitida lo que le permite ser transmitida en entornos urbanos.

COFDM: La duración de los bits es superior a los retardos, evitando ecos y permitiendo reutilizar las mismas frecuencias en antenas vecinas.

Se divide el flujo de datos binarios en miles de subflujos de datos a muy baja velocidad y por tanto elevada duración de bit. Se emite durante un tiempo útil seguido de una parada o tiempo de guarda. Durante el tiempo útil todos los transmisores están sincronizados y emiten en paralelo una parte de bits del flujo binario. De esta manera, en entornos urbanos, las interferencias no degradan sino que mejoran la potencia y relación señal-ruido de la señal recibida. Las posibles reflexiones o rebotes de la señal en obstáculos del entorno (p. ej. edificios) hacen que las señales se superpongan sumando potencia y mejorando la relación de señal a ruido.
Además, la codificación dispone de mecanismos para la detección y corrección de errores que mejoran la tasa de error en las señales recibidas en entornos especialmente desfavorables.
La compresión MPEG-2 utilizada es una compresión con pérdidas. Esto significa que antes de la emisión la calidad del audio y el vídeo en televisión digital puede ser inferior que en televisión analógica debido a las anomalías (artefactos) provocadas por la compresión. En cambio, la calidad relativa a la relación señal/ruido aumenta como ocurre entre un disco compacto y una cinta o casete. Por lo tanto, lo que nos garantiza la televisión digital terrestre es una correcta recepción de la señal recibida, libre de perturbaciones provocadas por la transmisión. El efecto de una gran pérdida en la compresión por un ancho de banda escaso para la escena se puede comprobar en imágenes con gran cantidad de cambios de un fotograma al siguiente, como es el caso imágenes con lluvia o aspersores, polvo y tierra, pruebas deportivas o multitudes en movimiento como los encierros de San Fermín. En estas situaciones se pueden observar los bordes de los cuadrados en los que se divide la imagen para codificarla. Este problema es subsanable con el ancho de banda dinámico en el MUX, como se explica a continuación.

#### Mayor número de emisiones de televisión
Gracias al mejor aprovechamiento del ancho de banda, la TDT permite transmitir mayor cantidad de señales en un mismo canal.
Puesto que en el ancho de banda empleado por un canal analógico ahora se pueden transmitir varios programas digitales, la emisión digital comporta un importante ahorro energético por canal. Ello implica una reducción de costos para los radiodifusores.

### Mayor flexibilidad de las emisiones y servicios adicionales

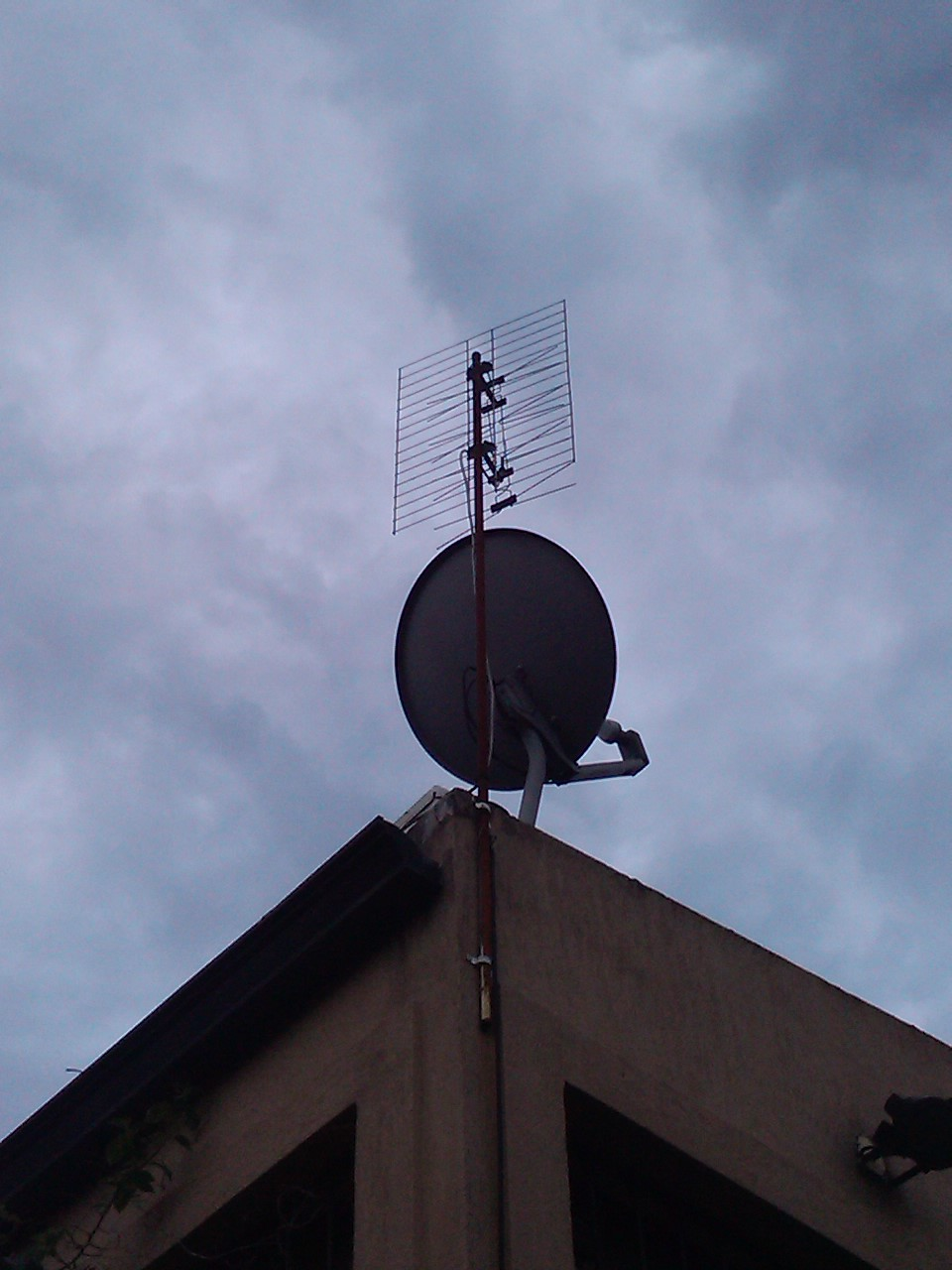
Dos antenas, una de Televisión Digital Terrestre y otra satelital.

En cada canal de radio se emite un único flujo MPEG-2, que puede contener un número arbitrario de flujos de vídeo, audio y datos. Aunque varios operadores compartan el uso de un canal multiplexado (múltiplex), cada uno puede gestionar el ancho de banda que le corresponde para ofrecer los contenidos que desee. Puede (por ejemplo) emitir un flujo de vídeo, dos de audio (por ejemplo, en dos idiomas a la vez), varios de datos (subtítulos en tres idiomas, subtítulos para sordos, en un partido información con las estadísticas de los jugadores, o en una carrera automovilística información de tiempos y posiciones, etc.).
El aprovechamiento de toda esta información por parte del usuario es posible gracias a las diversas aplicaciones de que dispone el receptor TDT, en general conformes al estándar de la industria llamado MHP (Multimedia Home Platform). Cada operador podrá desarrollar las aplicaciones que proporcionen los servicios deseados a sus clientes, y estas se instalarán en el receptor TDT para dar acceso a dichos servicios.
Una de estas aplicaciones es la EPG (Electronic Program Guide), o guía electrónica de programas, que permitirá al usuario ver la información sobre programas de las emisoras (y horarios), finalmente le dará la posibilidad (según la complejidad del receptor) de programar la grabación de programas, ver la descripción de los mismos, actores, etc.
Entre los diferentes servicios que incluye la plataforma digital hay un capítulo entero dedicado al pago por visión. La televisión digital permite el cifrado y por ello cualquier posibilidad de televisión de pago.

## La transición a la TDT por continentes y países
Como se ha comentado, la televisión digital, con carácter general y no general, conlleva una mejora en la recepción de la señal de televisión, optimizando el uso del espectro radioeléctrico y aportando una mayor calidad de imagen y sonido, facilita igualmente el acceso a la televisión multicanal y promueve la irrupción de los servicios de la Sociedad de la Información que pueden ser recibidos a través de la propia pantalla del televisor. El caso particular de la televisión digital terrestre (TDT) representa la evolución a digital de la tecnología de televisión más ampliamente extendida a nivel nacional en todos los países. El proceso de transición de la televisión analógica a la digital terrestre ha venido inicialmente marcado por el interés de los gobiernos por aprovechar de forma más eficiente el espectro actualmente utilizado por la televisión analógica, por ampliar la oferta de canales, y por impulsar los nuevos servicios y facilidades que podrá ofrecer la televisión digital.

### La TDT en África
En el continente africano sigue la tendencia mundial del estándar europeo DVB-T2. Países que han adoptado el estándar son: Angola, República Democrática del Congo, Lesoto, Madagascar, Malaui, Mauricio, Mozambique, Namibia, Seychelles, Sudáfrica, Suazilandia, Tanzania, Zambia y Zimbabue.
Un caso especial es Botsuana, que dio un giro inesperado, cuando adoptó formalmente la norma nipo-brasileña ISDB-Tb. Angola posteriormente también adoptó formalmente esta misma norma.

### La TDT en los Estados Unidos
La TDT en los Estados Unidos de América comienza sus emisiones en el año 1996. Previamente, en 1995 se habían aprobado las normas de la ATSC, que regulaban sus características básicas, que incluían la imagen panorámica de pantalla ancha, con una relación de aspecto de 16:9 y con una resolución de 1920x1080 puntos, iniciándose un proceso de transición hasta que los televisores analógicos fuesen reemplazados por digitales o conectados a decodificadores de señal.

### La TDT en América

#### Argentina
En Argentina en 1998 se eligió el estándar ATSC, pero no hubo transmisiones regulares en ese estándar, solamente Canal 13 transmitió algunos programas; para el año 2006 dicha decisión fue revocada y mediante Resolución 4/2006, la Secretaría de Comunicaciones estableció los criterios para elegir nuevamente el estándar.
Se realizaron las pruebas para determinar la conveniencia de los diferentes estándares que operarán en el país. El viernes 28 de agosto de 2009 se publicó la Resolución 171/2009 de la Secretaría de Comunicaciones que anula la Res. 2357/98 y recomienda adoptar el estándar ISDB-Tb. Horas después en Bariloche en el marco de la Cumbre UNASUR se anunció oficialmente que Argentina adopta el estándar SBTVD. El gobierno argentino firmó un convenio con el gobierno de Japón y otro convenio con Brasil, creando un Consejo a nivel gubernamental y Foro Consultivo de los sectores público y privado para hacer el seguimiento de la puesta en marcha de la norma.
El 1 de septiembre de 2009 se publicó el Decreto 1148/09 creando el Sistema Argentino de Televisión Digital Terrestre y estableciendo el apagón analógico para el 1 de septiembre de 2021.
El Gobierno de Argentina dispuso por decreto postergar por dos años el apagón analógico, previsto inicialmente para el 1 de septiembre de 2019. El Decreto 173 extiende a dos años el plazo para que las emisoras de TV migren hacia transmisiones digitales, y establece la nueva fecha para el 31 de agosto de 2021.
Actualmente, los canales que pueden sintonizarse en Buenos Aires son: Encuentro, Pakapaka, Aunar, CINE.AR, TEC, Televisión Pública, Construir TV, DeporTV, Canal 26, France 24 en Español, Crónica, IP Noticias, ELDTV, Unife, C5N, LN+, Telesur, RT en Español, Canal E, Telemax, Net TV, Canal 13, Telefe, Canal 9, KZO, ASPEN, América TV y A24. Se están licitando 29 canales más para Buenos Aires y un centenar de canales para el interior del país. De manera simultánea, se está implementando la distribución del mismo paquete de canales de la TDT por medio del satélite ARSAT-1 (en norma DVB-S2), para lo cual los usuarios argentinos podrán adquirir una tarjeta descifradora (Irdeto).
La TDT se está implementando por etapas, comenzando por las principales ciudades del interior del país, que toman las señales del satélite ARSAT-1 y la distribuyen por aire.

#### Belice
Se evalúa el estándar japonés-brasileño SBTVD.

#### Bolivia
El 5 de julio de 2010 el gobierno de Bolivia se decidió por el sistema estándar japonés-brasileño ISDB-Tb. El día 10 de mayo de 2012 comenzaron las emisiones de Bolivia TV HD.
A partir del 16 de abril de 2018, la red Unitel se convierte en el primer canal de televisión privado boliviano, en transmitir en calidad HD (1080i) a nivel nacional por señal abierta.
Desde junio de 2018, 12 televisoras en las zonas metropolitanas de La Paz, Cochabamba y Santa Cruz efectuarán las primeras transmisiones en formato digital, por lo que el primer ‘apagón analógico’ en el eje troncal está previsto para noviembre de 2019.
El ‘apagón analógico’ se dará el año 2022 en las ciudades capitales de departamento y localidades con población mayor a 40.000 habitantes, y hasta 2024 en el resto del territorio nacional.

#### Brasil
El gobierno de Brasil comenzó a reemplazar la TV analógica por la TDT y seleccionó en abril de 2006 el estándar ISDB-Tb, desarrollado en Brasil a partir de la norma japonesa. La diferencia radica en que en ISDB-Tb se usa la compresión MPEG-4, en lugar de MPEG-2 del estándar japonés, y las emisiones en teléfonos móviles son de 30 imágenes por segundo en lugar de 15 del estándar japonés. Adicionalmente, cambia el sistema de aplicaciones interactivas por uno desarrollado con Fondos de la Unión Europea denominado Ginga que se encuentra en proceso de certificación. El apagón analógico se programó para el día 29 de junio de 2016.

#### Chile
En Chile, el 14 de septiembre de 2009, se anunció la adopción de la norma SBTVD debido a su mejor recepción dadas las condiciones geográficas del territorio, la posibilidad de recepción en aparatos móviles, el despliegue en la alta definición y una mayor diversidad de canales. Actualmente más de 16 canales chilenos transmiten en forma experimental con esta norma: TVN HD, Mega HD, Canal 13 HD (con dos señales, 13.1 y 13.2 para la Región Metropolitana), Chilevisión HD (con dos señales 11.1 y 11.2 para la región Metropolitana), La Red, Telecanal en SD y El Mostrador TV para la Región Metropolitana, IQQTV para Iquique, ANFTV para Antofagasta, Thema TV para La Serena y Coquimbo, Valle TV para San Felipe y Los Andes, Campus TV para Talca, TVU para Concepción, UATV para Temuco, Inet TV para Osorno, ITV Patagonia para Punta Arenas, cada uno con sus respectivas señales para teléfonos móviles "One seg". La gran mayoría de los canales regionales ha sido apoyado por el Programa TVD de la Subtel. Se espera para el ingreso de 3 canales más para el primer semestre de 2014. Se espera el apagón analógico 5 años después de la promulgación de la ley de TVD realizada en 2014, con lo cual el apagón definitivo sería en 2024.

#### Colombia
En Colombia, el sistema de televisión digital elegido fue el europeo DVB-T usando una canalización de 6 MHz. La decisión de la Comisión Nacional de Televisión (CNTV) -entidad que posteriormente fue disuelta y remplazada por la Autoridad Nacional de Televisión- fue anunciada el jueves 28 de agosto de 2009, después de diferentes retrasos y negociaciones. Colombia determinó operar con el sistema de compresión MPEG-4.
El apagón analógico se programó para el año 2019.
La Comisión inició el proceso de implementación de la televisión digital terrestre en el año 2009. La decisión fue tomada después de analizar diferentes aspectos, tales como pruebas técnicas realizadas con los estándares ATSC, DVB-T e ISDB-Tb en todo el territorio nacional, un estudio sobre hábitos de consumo en Colombia (contratado con la firma encuestadora Napoleón Franco) y finalmente el estudio sobre el impacto socioeconómico realizado por la Universidad de Antioquia, el cual simuló y evaluó el impacto de la implementación para cada uno de los tres estándares. El estudio de más de 900 páginas fue contratado por el Ministerio de Comunicaciones y ha sido calificado por diversos sectores académicos nacionales e internacionales como uno de los más completos y rigurosos que se ha realizado en América Latina, no solamente por su extensión sino por el número de variables involucradas.
El 29 de enero de 2010 comenzó oficialmente la TDT en Colombia, con la emisión de la señal digital de televisión para parte del centro y norte de la ciudad de Bogotá, a través de los canales públicos Canal Uno, Canal Institucional y Señal Colombia, desde la estación Calatrava. El 15 de febrero de 2010, la Junta Directiva de la CNTV asignó las frecuencias de TDT para los canales nacionales públicos y privados, regionales, locales con y sin ánimo de lucro, aquellas para ser utilizadas en tecnología digital móvil y liberó los canales comprendidos entre el 64 y el 69 para que el Ministerio de Tecnologías de la Información y las Comunicaciones los reasigne en otros servicios de telecomunicaciones. Para marzo de 2010, el cronograma definitivo por parte de los operadores nacionales privados Caracol y RCN continuaba oculto, incluso para el Gobierno. Se prometió que los decodificadores DVB-T no superarían el costo de $30 000 pesos colombianos (unos 15 dólares). En abril de 2010, importantes firmas de electrónica comenzaron a comercializar los primeros televisores con decodificador DVB-T incorporado listos para TDT, mientras que la Cámara de Electrodomésticos de la ANDI informa que "la venta de televisores de nueva tecnología como son LCD, Plasmas y LED (sic) viene creciendo a pasos agigantados". En diciembre de 2010 se iniciaron las transmisiones de prueba de los principales canales privados de televisión, en las frecuencias asignadas (ya lo venían haciendo en frecuencias temporales). Se anuncia por parte del director de la CNTV la venta de los decodificadores para la TV digital en el país, desde 40 dólares a partir de enero de 2011. Posteriormente, Colombia decide actualizar su formato migrando a la siguiente generación de TV, DVB-T2. Esto conlleva a la posibilidad de ofrecer más canales que en DVB-T o cantidades similares pero sumando canales en alta definición (HD) y 3D. En mayo de 2012 inician las transmisiones en DVB-T2 para las áreas metropolitanas de Cali y Barranquilla y en agosto para Bogotá y Medellín.
Para 2014 ya se transmite en estándar DVB-T2 en los departamentos de Antioquia, Atlántico, Bolívar, Caldas, Cundinamarca, Magdalena, Norte de Santander, Quindío, Risaralda, Santander, Tolima y Valle.
Adicionalmente, en 2014 se crea un Laboratorio de TDT entre la Institución Universitaria Politécnico Colombiano Jaime Isaza Cadavid (Grupo de Investigación SMO) y el canal regional Teleantioquia, con miras a desarrollar contenidos para la Televisión Digital Terrestre.
Actualmente están al aire en el estándar DVB-T2: Caracol Televisión (Caracol HD, Caracol HD2), Canal RCN (RCN HD, RCN HD2), RTVC (Señal Colombia, Canal Institucional, Canal 1), ETCE (Citytv y El Tiempo Televisión) y los canales regionales (según su área de transmisión) Teleantioquia, Telecaribe, Telepacífico, Canal TRO, Telecafé, Canal Trece, Teleislas y Canal Capital.
Además se emiten canales de audio disponibles en RDS: Blu Radio, Radio Nacional de Colombia, Radiónica, RCN Radio y La FM. En los últimos 2 años fueron ingresados varios canales tanto en video como en audio, entre ellos, La Kalle, que se convirtió en la primera emisora de radio con transmisión de video por TDT, ingreso que fue hecho por Caracol Televisión, luego RCN Televisión añadió la señal de audio de la emisora Radio UNO y transmitiendo algunos programas de radio en la señal RCN HD2, además se incorpora La Mega  en agosto de 2021. Por parte de RTVC, el canal educativo Exploremos (gracias al apoyo del Gobierno de Canadá) hace su ingreso en la segunda mitad de 2020. En cuanto a los regionales, Canal Trece lanzó su propio subcanal musical para las regiones Andina, Amazónica y del Orinoco, pero en formato SD, y Telecaribe inauguró su propia señal deportiva en HD recientemente.
El cese de transmisiones en  DVB-T para Bogotá y Medellín se programó para agosto de 2015. También se anunció que en 2019 se apagarán las señales analógicas de televisión en el territorio colombiano. Sin embargo el inicio del apagón se ha retrasado y comenzará el 30 de octubre de 2024 en la zona sur del país, concluyendo en el 2026, será implementado de manera gradual en las diferentes regiones del país.

#### Costa Rica
Costa Rica desde el 25 de mayo de 2010 adoptó oficialmente el estándar ISDB-Tb para la TDT. Para diciembre de 2017 estaba prevista la implementación de un apagón analógico en Costa Rica, sin embargo, las elecciones presidenciales de 2018 estaban previstas para el 4 de febrero y según el Tribunal Supremo de Elecciones (TSE) impedía la información con respecto a las elecciones de una parte de la población. Además, el Ministerio de Ciencia, Tecnología y Comunicaciones (MICITT) realizó una encuesta en donde la mayor parte de la población desconoce el proceso, por lo que se tiene que dar más información del asunto. Estos son algunos de las razones más destacadas de suspender el apagón analógico hasta dentro de 20 meses (finales del año 2019).
El 14 de agosto de 2019, se completó el apagón analógico en las zonas cuyas transmisiones son provenientes del Volcán Irazú. En el resto del país, el apagón analógico se completó en julio de 2021

#### Cuba
En mayo de 2013, el Instituto de Investigación y Desarrollo de Telecomunicaciones (Lacetel), anunció que Cuba utilizará la norma china de Transmisión Digital Terrestre Multimedia o DTMB, luego de lo cual comenzaron las transmisiones de prueba en la capital La Habana, estas transmisiones se han extendido paulatinamente a otras localidades del interior de la isla. Se prevé que el "apagón analógico" (o sea el cese de las transmisiones analógicas) comenzará a partir del año 2016 y se extenderá hasta el año 2021, año en el que se prevé parar completamente la transmisión de señales convencionales. Cuba quedó como el único país del continente en escoger el estándar chino DTMB.

#### Ecuador
En abril de 2009, se empezó a estudiar los diferentes estándares de transmisión de la televisión digital terrestre, entre los cuales el adoptado por el gobierno ecuatoriano por sus características fue el ISDB-Tb japonés con variación brasileña.
El estándar ISDB-T fue adoptado mediante Resolución n.º 084-05-CONATEL-2010, un año más tarde  con Resolución RTV-596-16-CONATEL-2011 se delega al Ministerio de Telecomunicaciones el proceso de implementación de la TDT quien creó el Comité Interinstitucional para la Introducción de la Televisión Digital Terrestre (CITDT) mediante acuerdo interministerial N.º 170. Este se conformaría por el Ministerio de Telecomunicaciones y de la Sociedad de la Información o su delegado, quien lo presidirá; el Secretario Nacional de Planificación y Desarrollo o su delegado; el Secretario Nacional de Educación Superior, Ciencia, Tecnología e Innovación o su delegado; el Secretario Nacional de Telecomunicaciones o su delegado.

#### El Salvador
En abril de 2009 se optó por el estándar estadounidense ATSC. El Salvador determinó operar con el sistema de compresión MPEG-2, H.264 (ATSC 2.0). El apagón analógico está programado para el año 2019. Tiene planes comenzó a realizando transmisiones ya existen 4 cadenas que emiten señales en el estándar ATSC: Canal 12 de El Salvador, Megavisión El Salvador, Tecnovisión y Telecorporación Salvadoreña. Sin embargo durante una conferencia de prensa del 4 de mayo de 2017, por parte de la Superintendencia General de Telecomunicaciones (SIGET), se hizo oficial el cambio al sistema basileño japonés ISDB-T-b. La adopción del nuevo estándar  ISDB-Tb, desecha por completo al anterior sistema ATSC y armonizará el sistema como lo hicieron otros países de la región:  Guatemala, Honduras, Nicaragua y Costa Rica y la mayoría de países de América del Sur, se contempla.

#### Honduras
La Comisión Nacional de Telecomunicaciones de Honduras adoptó inicialmente el estándar estadounidense ATSC según la resoluciónNR001/07 del 9 de enero de 2007, aprobándose la operación del canal 10 de ese país en esta norma pero este organismo en 2013 reversó la medida cambiando al estándar ISDB-Tb al comprobar, mediante pruebas, que permite mejor cobertura y uso del espectro, así como facilita la prestación de otros servicios. Se estableció, entonces, que para el año 2018 la televisión hondureña sería totalmente digital, dando cinco años de plazo para que todas las empresas televisoras pasen al nuevo estándar.

#### México
La Televisión Digital Terrestre, después de etapas de experimentación en Estados Unidos, comienza a ser introducida en forma experimental paulatinamente en México, pero en calidad de país de consumo.
En México se creó un Comité Consultivo de Tecnologías Digitales para la Radiodifusión (CCTDR), según el acuerdo secretarial publicado en el Diario Oficial de la Federación el 20 de julio de 1999. La publicación en Internet de la Dirección General de la Secretaría de Radio y Televisión, indica que este Comité tiene como objetivo establecer:
Las bases para el estudio, evaluación y desarrollo en México de las tecnologías digitales en materia de radiodifusión, para propiciar el mejor desarrollo de los servicios en beneficio del público usuario. El CCTDR cuenta con seis miembros; tres de ellos designados por la Secretaría de Comunicaciones y Transportes (SCT) y tres por la Cámara Nacional de la Industria de Radio y Televisión (CIRT), sin perjuicio de que puedan invitarse a las sesiones del CCTDR a las personas o instituciones que el mismo estime necesario.
El DVB-T, el ATSC, y el ISDB-T, fueron evaluados para su introducción en México, sin embargo, el CCTDR determinó el uso del sistema ATSC A/53 de origen estadounidense y determinó operar con el sistema de compresión MPEG-2 y H.264.
Una de las razones responde a la importancia del intercambio mediático-económico de los radiodifusores mexicanos residentes en la frontera norte, ya que al tener el país una frontera de más de 3,500 km. con Estados Unidos, el mercado se potencializa para ambos lados de los límites nacionales.
Hasta este momento, la implantación de la Televisión Digital Terrestre en México, se ha abordado únicamente desde el punto de vista técnico, es un buen comienzo para determinar las pautas y estrategias que deberán seguir los operadores de televisión, según lo establece el “Acuerdo por el que se Adopta el Estándar Tecnológico de Televisión Digital Terrestre y se Establece la Política para la Transición a la Televisión Digital Terrestre en México”, publicado en el Diario Oficial de la Federación el 2 de julio de 2004.
El apagón analógico estaba programado para el día 31 de diciembre de 2021, pero en el IV Informe de Gobierno del presidente Felipe Calderón Hinojosa se adelantó dicho límite para el año 2015. Conforme a ello se ha desarrollado un calendario de obligaciones para que los concesionarios y permisionarios de televisión transiten a la TDT, en el cual se comprende seis períodos, en las que inicialmente se contará con presencia de señales, para que en la etapa siguiente se logre la réplica del servicio. Para llevar a cabo esta transición de la televisión analógica a la TDT se requiere de la asignación temporal de canales adicionales con objeto de garantizar la continuidad del servicio al público, poder elevar la calidad de las señales y favorecer la convergencia. Este aspecto es fundamental para elevar la calidad de las señales y llevarlas a niveles de alta definición (HDTV por sus siglas en inglés), conforme al modelo de la TDT establecido en la política de la TDT. Los canales adicionales pueden ser solicitados por los concesionarios y los permisionarios que hayan manifestado su compromiso en los términos de la política de la TDT, conforme al trámite publicado en Registro Federal de Trámites y Servicios de la Comisión Federal de Mejora Regulatoria. Las primeras televisoras que comenzaron con las transmisiones de TDT en señal abierta son Multimedios Televisión en 2006, Televisa en 2006 y TV Azteca en 2007 comenzando en la Ciudad de México, Guadalajara, Monterrey, Tijuana, Mexicali, Ciudad Juárez, León, Querétaro, Nuevo Laredo, Matamoros y Reynosa. Tiempo después siguió con Canal Once en 2011 y en 2012 Proyecto 40 fue lanzado al aire a todo el país únicamente para TDT, al igual que también ha empezado con TV UNAM e Ingenio TV. Actualmente hay más de 100 ciudades que ya cuentan al aire las transmisiones en TDT (Véase: Anexo:Canales de televisión digital en México). Asimismo, están las empresas que ofrecen el servicio de televisión de paga: Axtel, Dish, Izzi, Megacable y Sky que ya tienen digitalizados sus canales.

##### Transición a la TDT en México
La política de la TDT estableció una transición gradual y progresiva en seis períodos trianuales que van desde 2004 hasta el año 2021. Los períodos fueron diseñados en función de la densidad poblacional y la capacidad económica del país y consideraron una transición que podría iniciarse con presencia de señales digitales. Esto significa que se pueden iniciar transmisiones con baja potencia para cubrir al menos el 20% del área de servicio de la estación de que se trate, para que, en una etapa posterior se replique al menos en un 90%, el servicio que se ofrece con la estación de televisión analógica.
| Periodo                                                         | Ciudades |
| --------------------------------------------------------------- | --- |
| Primer período (5 de julio de 2004 al 31 de diciembre de 2006)  | México, D.F., Guadalajara, Jal., Monterrey, N.L., Tijuana, B.C., Mexicali, B.C., Ensenada, B.C., Ciudad Juárez, Chih., Nuevo Laredo, Tamps., Matamoros, Tamps. y Reynosa, Tamps., con al menos la presencia de dos señales digitales comerciales.                                        |
| Segundo período (1 de enero de 2007 al 31 de diciembre de 2009) | Réplica digital de las señales comerciales del primer período. Presencia de las señales digitales comerciales en zonas de cobertura de un millón y medio de habitantes en adelante. |
| Tercer período (1 de enero de 2010 al 31 de diciembre de 2012)  | Réplica digital de las señales del segundo período. Presencia de las señales digitales no comerciales en zonas de cobertura de un millón y medio de habitantes en adelante. Presencia de las señales digitales comerciales en zonas de cobertura de un millón de habitantes en adelante. |
| Cuarto período (1 de enero de 2013 al 31 de diciembre de 2015)  | Réplica digital de las señales digitales del tercer período. Presencia de las señales digitales no comerciales en zonas de cobertura de un millón de habitantes en adelante. Presencia de las señales digitales comerciales en zonas de cobertura de 500.000 habitantes en adelante.     |
| Quinto período (1 de enero de 2016 al 31 de diciembre de 2018)  | Réplica digital de las señales del cuarto período. Presencia de las señales digitales no comerciales en zonas de cobertura de 500.000 habitantes en adelante. Presencia de las señales digitales comerciales en zonas de cobertura de 150.000 habitantes en adelante.                    |
| Sexto período (1 de enero de 2019 al 31 de diciembre de 2021)   | Réplica digital de todos los canales analógicos, en todas las zonas de cobertura servidas por la televisión analógica. |

Con el Decreto del 2 de septiembre de 2010 se adelantó el fin de la era analógica de la televisión en México, al acortar dicho plazo al año 2015; por lo tanto el anterior calendario de períodos de transición se ajustó a nuevas fechas para la realización del apagón analógico en las ciudades.
El 28 de mayo de 2013, en Tijuana fue la primera ciudad del territorio mexicano y la primera en toda Latinoamérica en realizar el apagón analógico, originalmente estaba programado para el 16 de abril, pero fue retrasado debido a que, según la autoridad de telecomunicaciones, no había evidencia que asegurara que la penetración de la televisión digital había alcanzado un nivel óptimo. Aun con este retraso, una parte de la población se manifestó en contra de este primer apagón, al igual que los partidos políticos e instituto electoral local, argumentando que el apagón podría afectar a la campaña electoral que se llevaba en ese momento, por lo que se acordó revertir el apagón y retomarlo hasta el 18 de julio de ese mismo año.
Así es como se desarrolló el apagón analógico en México.
| Población | Estado                | Fecha                    |
| Tijuana | Baja California       | 18 de julio de 2013      |
| Matamoros, Nuevo Laredo y Reynosa | Tamaulipas            | 14 de enero de 2015      |
| Mexicali | Baja California       | 26 de marzo de 2015      |
| Ciudad Juárez | Chihuahua             | 14 de julio de 2015      |
| Tecate | Baja California       | 14 de julio de 2015      |
| Bahía Asunción, Bahía de Tortugas, Guerrero Negro, San Ignacio y Santa Rosalía | Baja California Sur   | 24 de septiembre de 2015 |
| Cuencamé | Durango               | 24 de septiembre de 2015 |
| San Nicolás Jacalá | Hidalgo               | 24 de septiembre de 2015 |
| Monterrey y Sabinas Hidalgo | Nuevo León            | 24 de septiembre de 2015 |
| Torreón | Coahuila              | 29 de octubre de 2015    |
| Gómez Palacio | Durango               | 29 de octubre de 2015    |
| Cuernavaca | Morelos               | 29 de octubre de 2015    |
| San Luis Río Colorado | Sonora                | 29 de octubre de 2015    |
| San Felipe | Baja California       | 11 de diciembre de 2015  |
| Parras de la fuente, Allende, Saltillo | Coahuila              | 11 de diciembre de 2015  |
| Celaya, León | Guanajuato            | 11 de diciembre de 2015  |
| Querétaro Arteaga | Querétaro             | 11 de diciembre de 2015  |
| Caborca, Agua Prieta | Sonora                | 11 de diciembre de 2015  |
| Isla Cedros | Baja California       | 16 de diciembre de 2015  |
| Ciudad Acuña, Nueva Rosita, Monclova, Piedras Negras, Sabinas | Coahuila              | 16 de diciembre de 2015  |
| Atotonilco el Alto, Autlán de Navarro, Guadalajara | Jalisco               | 16 de diciembre de 2015  |
| Apatzingán, Ciudad Hidalgo, Los Reyes de Salgado, Morelia, Uruapan, Zamora de Hidalgo, Zinapécuaro, Zitácuaro | Michoacán             | 16 de diciembre de 2015  |
| San Luis Potosí | San Luis Potosí       | 16 de diciembre de 2015  |
| Cananea | Sonora                | 16 de diciembre de 2015  |
| San Fernando | Tamaulipas            | 16 de diciembre de 2015  |
| Ciudad de México | Ciudad de México      | 17 de diciembre de 2015  |
| Puebla | Puebla                | 17 de diciembre de 2015  |
| Tlaxcala | Tlaxcala              | 17 de diciembre de 2015  |
| Pachuca de Soto | Hidalgo               | 17 de diciembre de 2015  |
| Altzomoni, Valle de Bravo, Toluca de Lerdo, Coacalco de Berriozábal | Estado de México      | 17 de diciembre de 2015  |
| Ciudad Camargo, Ciudad Delicias, Nuevo Casas Grandes, San Buenaventura | Chihuahua             | 22 de diciembre de 2015  |
| Ciudad Acuña | Coahuila              | 22 de diciembre de 2015  |
| Durango, Guadalupe Victoria, San Pedro, Santiago Papasquiaro | Durango               | 22 de diciembre de 2015  |
| Chetumal, Felipe Carrillo Puerto | Quintana Roo          | 22 de diciembre de 2015  |
| Matehuala | San Luis Potosí       | 22 de diciembre de 2015  |
| Arizpe, Naco, Puerto Peñasco, Sonoita | Sonora                | 22 de diciembre de 2015  |
| Fresnillo, Jalpa, Nochistlán, Sombrerete, Tlaltenango de Sánchez Román, Valparaíso, Zacatecas | Zacatecas             | 22 de diciembre de 2015  |
| Aguascalientes y Calvillo | Aguascalientes        | 31 de diciembre de 2015  |
| Ensenada | Baja California       | 31 de diciembre de 2015  |
| Ciudad Constitución, La Paz, San Isidro y San José del Cabo | Baja California Sur   | 31 de diciembre de 2015  |
| San Francisco de Campeche, Ciudad del Carmen y Escarcega | Campeche              | 31 de diciembre de 2015  |
| Ciudad Cuauhtémoc, Ciudad Jiménez, Ciudad Madera, Chihuahua, Hidalgo del Parral, Ojinaga y Santa Bárbara | Chihuahua             | 31 de diciembre de 2015  |
| Armería, Colima, Isla Socorro, Manzanillo, y Tecomán | Colima                | 31 de diciembre de 2015  |
| Acapulco, Chilpancingo, Iguala, Taxco de Alarcon y Zihuatanejo | Guerrero              | 31 de diciembre de 2015  |
| Pachuca y Tulancingo | Hidalgo               | 31 de diciembre de 2015  |
| Puerto Vallarta | Jalisco               | 31 de diciembre de 2015  |
| Ixtapan de la Sal, Temascaltepec, Tonatico y Zacazonapan | Estado de México      | 31 de diciembre de 2015  |
| Jiquilpan de Juárez y Lázaro Cárdenas | Michoacán             | 31 de diciembre de 2015  |
| Acaponeta, Islas Marias, Santiago Ixcuintla y Tepic | Nayarit               | 31 de diciembre de 2015  |
| Huajuapan de León y San Miguel Tlacotepec | Oaxaca                | 31 de diciembre de 2015  |
| Tehuacán y Zacatlán | Puebla                | 31 de diciembre de 2015  |
| Cancún y Cozumel | Quintana Roo          | 31 de diciembre de 2015  |
| Ciudad Valles y Tamazunchale | San Luis Potosí       | 31 de diciembre de 2015  |
| Culiacán, Los Mochis y Mazatlán | Sinaloa               | 31 de diciembre de 2015  |
| Álamos, Arivechi, Bacanora, Baviacora, Bavispe, Ciudad Obregón, Guaymas, Hermosillo, Ímuris, Magdalena de Kino, Moctezuma, Nacozari, Navojoa, Nogales, Rosario, Sahuaripa, San Luis Río Colorado, Santa Ana, Ures y Yécora | Sonora                | 31 de diciembre de 2015  |
| Frontera y La Venta | Tabasco               | 31 de diciembre de 2015  |
| Ciudad Mante, Ciudad Victoria, Villagrán, Soto la Marina y Tampico | Tamaulipas            | 31 de diciembre de 2015  |
| Apizaco, Huamantla y Tlaxcala | Tlaxcala              | 31 de diciembre de 2015  |
| Cerro Azul, Las Lajas, Mecayapan, Perote, Santiago Tuxtla, Veracruz y Xalapa | Veracruz              | 31 de diciembre de 2015  |
| Mérida y Valladolid | Yucatán               | 31 de diciembre de 2015  |
| (Estaciones de baja potencia) 20 estaciones principales y 477 complementarias | Resto de la República | 31 de diciembre de 2016  |

Las fechas fueron confirmadas a mediados de 2015 conforme avanzaron los trabajos de construcción de estaciones repetidoras en todo el país.

#### Nicaragua
El gobierno de Nicaragua decidió adoptar el estándar ISDB-Tb tras firmar un acuerdo con el gobierno de Brasil para iniciar el proceso de digitalización de las redes televisivas.

#### Panamá
Mediante Decreto Ejecutivo número 96 del 12 de mayo de 2009, se adoptó el estándar DVB-T de origen europeo como norma oficial para todo el territorio nacional, al igual que en Colombia. Las transmisiones en TDT iniciaron el día 10 de diciembre de 2009 en el Sistema Estatal de Radio y Televisión (SERTV CANAL 11). El 15 de septiembre de 2011 se inició oficialmente la TDT, la cual se segmentó en 4 fases de 18 meses cada una para activar la señal digital, la de la Ciudad de Panamá y Colón inicio y esta debe de terminar en marzo de 2013, hasta el momento los canales que están transmitiendo son TVN HD, TVN+ diferido, TVMAX HD, SERTV SD, TELEMETRO HD, RPC HD, MALLTV SD, NEXTV HD, +23 HD, HOSSANATV HD, HOSSANATV MUSICAL HD, FETV SD, Autoridad del Canal de Panamá SD, ENLACE SD, ENLACE JUVENIL SD y CANAL 24 HORAS DE ESPAÑA en HD. Se debe de terminar la cuarta fase en septiembre de 2017 y se estima que el apagón analógico ocurra en el año 2020.
Desde septiembre de 2011 se inicia oficialmente TDT, se segmento en 4 fases que se dividieron en 18 meses cada una para activar la señal digital. Sin embargo la televisión digital se encuentra en Panamá ya disponible gratuitamente, esto quiere decir que la señal análoga es cosa del pasado, todo esto a partir de abrir del presente año 2019.
¿Qué necesita el usuario para disfrutar de este servicio digital? Bueno el usuario debe tener su TV con formato DUB-T (Digital Video Broadcasting – Terrestrial).
La TV digital nos encamina cada vez más a la innovación de la tecnología ya que esto nos permite disfrutar de mejor calidad de la imagen y sonido, los canales disponibles son TVMax, SERTV, Telemetro, RPC TV, Mall TV, NEX, +23, Hossana, Hossana TV Musical, FETV, TVN

#### Paraguay
Mediante el decreto N.º 4.483 del 1 de junio de 2010, firmado por el entonces presidente, Fernando Lugo, se estableció de manera oficial la utilización del estándar japonés-brasileño en Paraguay. Dispuso, además, que la Comisión Nacional de Telecomunicaciones paraguaya efectuara los análisis técnicos regulatorios respectivos que permitieran la implementación. La primera señal paraguaya que transmite en digital es Paraguay TV. En sus inicios solamente emitía para la ciudad de Asunción y el área metropolitana y desde junio de 2014 a la actualidad en el resto del país. Las cadenas de televisión analógica tuvieron plazo hasta el 31 de diciembre de 2014 como fecha límite para presentar sus solicitudes de asignación de frecuencias para la norma digital. El llamado "apagón analógico" deberá ocurrir el día 31 de diciembre de 2024, por lo que a partir del día siguiente todos los canales locales deberán transmitir solo la señal digital.
El 15 de diciembre de 2014 se dio autorización a Unicanal del Canal 8 de TigoStar lo cual ocupará el Canal 56.1 de la TDT. Actualmente Unicanal se puede sintonizar en Televisión digital terrestre a través del canal 27.2/ virtual: 3.2 (HD).
En 2016 Telefuturo se convirtió en el segundo canal, y el primero de entre las privadas, en emitir en TDT. Se lo puede sintonizar en el canal 18.1. En 2017, el canal Noticias PY comenzó a emitir en abierto por la señal 18.2.
Actualmente son 14 canales que emiten en TDT: Paraguay TV, Telefuturo, Noticias PY, Paravisión, SNT, C9N, Trece, Unicanal, La Tele, E40 TV, A24 PY, América PY, Sur TV y RCC HD.

#### Perú
Fue el segundo país de América Latina en adoptar el sistema ISDB-T, después de Brasil. En noviembre de 2006, el Ministerio de Transportes y Comunicaciones (MTC) publicó, en el diario oficial El Peruano, las bases para iniciar las transmisiones experimentales de la TDT, fijándose la reserva de la banda 470-584 MHz correspondiente a los canales 14 al 32 UHF para el desarrollo de la plataforma. Además, el MTC reservó los canales 29, 30, 31 y 32 en la banda UHF como frecuencias aptas para iniciar señales de prueba digitales. El 21 de febrero de 2007, se conformó la Comisión Multisectorial encargada de elegir el estándar digital más apropiado para implementar en la plataforma. Dicha comisión planteó el desarrollo de pruebas de campo entre finales de 2007 e inicios de 2008 para evaluar los estándares ATSC, DVB-T, ISDB-Tb y DTMB. 
Inicialmente, las pruebas se llevaron a cabo en Lima con transmisiones usando los cuatro estándares a la vez desde la planta de transmisión del canal ATV y luego se realizaron pruebas en Iquitos y en Cusco. La comisión, después de varias prórrogas, emitió su informe final el 28 de febrero de 2009. Además, la Sociedad Nacional de Radio y Televisión (SNRTV) y la Asociación Nacional de Radio y Televisión (ANRTV) manifestaron su preferencia sobre el estándar japonés-brasileño a inicios de marzo. Finalmente, el 23 de abril, el Gobierno Peruano anunció que el formato japonés-brasileño ISDB-Tb será el implementado para las transmisiones de televisión digital terrestre por ser el sistema recomendado por la Comisión Multisectorial. El 20 de agosto de 2009, el ministro de Transportes y Comunicaciones, Enrique Cornejo, estimó que ocho ciudades del Perú, incluida Lima, tendrían habilitada la plataforma de TDT para 2015. Por ende, anunció el inicio de las gestiones necesarias para empezar la importación masiva de televisores capaces de descodificar el estándar ISDB-Tb para TDT. 
El 30 de marzo de 2010, fue lanzada oficialmente la TDT en Perú, con las ciudades Lima y Callao como las primeras en tener la plataforma operando. Los primeros canales en ingresar a la TDT fueron el canal del Estado, TV Perú, en el canal 16 UHF y ATV que formalizó sus transmisiones digitales por el canal 18 UHF. Red Global también lanzó su propia señal digital a través de canal 22 UHF y, en noviembre de 2010, Frecuencia Latina ingresó a la TDT en el canal 20 UHF. Por ese entonces, América Televisión solo tenía agregada a la plataforma su señal 1seg para teléfonos móviles; sin embargo, lanzó su propio canal HD en junio.
En julio de 2011, América Televisión aumentó la potencia de su múltiplex debido a la trasmisión de la Copa América Argentina 2011. En mayo de 2012, el Canal del Congreso ingresó a la TDT en el subcanal 7.2 de TDT, mientras que ATV+ fue agregado al mux de ATV en el subcanal 9.2. La Tele, también propiedad de ATV, ingresó en el subcanal 13.2 del múltiplex destinado a Global TV. En junio del mismo año, el canal cusqueño CTC se convirtió en el primer canal regional en ser lanzado en la TDT. En octubre, Bethel Televisión comenzó sus emisiones digitales en alta definición dentro de la plataforma. 
En julio de 2013, los canales de Grupo ATV ingresan a la TDT en Cusco. En marzo de 2014, Panamericana Televisión lanzó su señal en HD dentro de la televisión digital terrestre, después de 4 años de la concesión de su frecuencia y 2 años después de iniciar sus transmisiones en SD dentro del sistema digital. Ese mismo año, varias estaciones limeñas como Pax TV, RBC y el Canal 33 comenzaron a transmitir sus señal  en el sistema digital. Mientras tanto, el Gobierno ordenó la postergación del plazo final de la fase de pruebas en TDT por cinco años para los canales en Lima y Callao. 
En 2016, TV Perú amplia la cobertura de su señal en el sistema digital a 16 ciudades del Perú como Ica, Piura o Puno, mientras que Willax, originalmente un canal de televisión por suscripción, se convierte en un canal de televisión abierta al ser lanzado oficialmente en la TDT de Lima. 
A inicios de 2017, Bethel Televisión comenzó transmisiones de su propia señal musical en el subcanal 25.3, llamada Bethel Musicales con videoclips religiosos. Además, RPP comenzó a emitir en señal de prueba dentro del canal 3.2 con imágenes de la webcam en su cabina de radio. El MTC dictó medidas relacionadas al apagón analógico, al anunciar el año 2020 como fecha de finalización de transmisiones analógicas de canales de televisión en Lima y Callao desde el Morro Solar, considerado como la Zona 1 de acuerdo al Plan Maestro. En junio del mismo año, el plan es modificado con el fin de crear una cuarta zona compuesta por Abancay, Cerro de Pasco y demás ciudades regionales, además de la inclusión de una quinta zona que abarca el resto de ciudades no incluidas en ninguna de las zonas establecidas para el apagón analógico.
En una ceremonia oficial en los estudios de TV Perú en Piura el 21 de agosto de 2018, el presidente Martín Vizcarra dio inicio a las transmisiones en Zona 2 del Plan Maestro en Piura, Cusco, Arequipa, Trujillo, Chiclayo y Huancayo.
El 31 de diciembre de 2022 se dio inicio oficial al inicio de la Zona 3 de TDT que son las ciudades de Ica, Iquitos, Tacna, Pucallpa, Chimbote, Juliaca y Puno

#### República Dominicana
En agosto de 2010, mediante el decreto 407-10 del poder ejecutivo, se decidió adoptar el estándar estadounidense ATSC con fecha de aplicación a partir de agosto de 2015. Sin embargo, ante la imposibilidad de satisfacer la fecha planteada inicialmente, la transición fue aplazada hasta el 9 de agosto de 2021 por el decreto 294-15. El 7 de octubre de 2020 el anterior decreto fue derogado por un nuevo decreto, el 539-20, en el que se establece que el INDOTEL diseñará una hoja de ruta para culminar la implementación de la televisión digital antes de que termine el 2022. La fecha fue nuevamente aplazada por el decreto 437-22, estableciendo que el apagón analógico se dará el 31 de julio de 2024 a las 23:59, y el 21 de noviembre Fase 1 Santo Domingo y Zona Este y San Cristóbal también a las 23:59 se realizará el encendido digital.
Los primeros canales de televisión en funcionar con televisión digital fueron Color Visión, que comenzó las pruebas en sus canales 9.1 en HD y 9.2 en SD en abril de 2020; Telemicro en su canal 5.1 en octubre de 2020, Teleantillas en el canal 10.1 en 2021, los canales estatales RTVD 4 y Quisqueya Televisión en los Canales 17.1 Y 17.4 en julio de 2022, y Cinevision en los canales 19.1 HD Y 19.2 SD y Teleuniverso Canales 29.1 HD y 29.2 SD y telemedio Santiago Canal 25.1 Virtual  canal 8 Físico y Cdn deportes 67.1 y Cdn 37.1 Supercanal 33.1 y el seis 6.1 y Canal del sol 65.1 y Antena 7 Canal 7.1 y Antena 21 Canal 21.1 y telesistema 11 y Rnn27 y teleuniverso y Cinevision se apaga tramisiones analógico pasara digital Hizo apagón analógico y Canales restantes encendido digital definitivo hasta 21 Noviembre 2024 Primera fase Santo Domingo y Zona Este y San Cristóbal .[cita requerida]

#### Uruguay
Inicialmente y mediante decreto del poder ejecutivo del 27 de agosto de 2007, se había optado por los estándares europeos DVB-T y DVB-H, sin definir la fecha de inicio de las transmisiones, ni la del apagón analógico. El Ministerio de Industria de Uruguay firmó un convenio con la Unión Europea el 9 de marzo, más allá de que todavía no estaba dicha la última palabra dicha en cuanto a cuál norma de televisión digital se adoptaría finalmente.
En visita a la capital brasileña, el presidente José Mujica recibió reiterados planteamientos para adoptar la norma ISDB-Tb por parte del entonces presidente de Brasil, Luis Inácio Lula da Silva, y de varios de sus ministros. El 27 de diciembre de 2010, el gobierno uruguayo anunció la adopción esta norma para la transmisión de televisión digital, dejando sin efecto la adopción previa del sistema europeo por razones eminentemente geopolíticas y para ser coherentes con el discurso de integración, priorizando las relaciones bilaterales con Argentina, Brasil y el Mercosur. El 9 de agosto de 2012 Televisión Nacional Uruguay (TNU)inauguró oficialmente sus transmisiones en la nueva norma.
A partir de 2014 se autorizó por parte de la URSEC la transmisión a los canales Canal 4, Televisión Nacional Uruguay, Canal 10 y Teledoce. y luego, a partir de noviembre de ese año, se le dio autorización a VTV, Giro TV, TV Ciudad y Mi Canal, del PIT-CNT. 
El 28 de diciembre de ese mismo año, se lanzó de manera oficial la señal Región Digital de Medios, aunque hizo transmisiones de pruebas desde el 14 de noviembre del 2006 hasta el 28 de diciembre de ese mismo año, donde fue autorizado a transmitir de manera oficial.

#### Venezuela

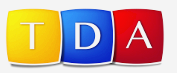
Logo de TDA utilizado en Venezuela.

La implementación de la televisión digital terrestre o televisión digital abierta (TDA) en Venezuela se inició en los meses de junio y julio de 2007, conjuntamente con el desarrollo de la Copa América 2007 en el país. Las pruebas se realizaron sólo en Caracas y mediante la supervisión de CONATEL, organismo rector y administrador del espectro radioeléctrico del Estado venezolano. En dicha oportunidad, se transmitieron los partidos del evento en 4 canales (2 públicos y 2 privados) que tuvieron los derechos de transmisión para Venezuela de los partidos: Meridiano Televisión, Venevisión, TVes, y Venezolana de Televisión (VTV). Las transmisiones, se hicieron durante mes y medio, con el estándar europeo DVB-T de primera generación.
La norma técnica adoptada para la transmisión de TV digital terrestre en Venezuela es la ISDB-Tb, denominada también SBTVD (Sistema Brasileiro de Televisão Digital, en castellano: Sistema Brasileño de Televisión Digital). Esta norma está basada en la japonesa ISDB-T, pero, a diferencia de aquella, la señal de video es comprimida mediante la norma H.264 y la de audio con HE-AAC. El formato de video debe ser compatible con los receptores de definición estándar de 480i y los de hasta 1080i con una velocidad de 29,97 cuadros por segundo, según la convención estadounidense para la codificación en color NTSC.
La fecha establecida para la realización del apagón analógico en Venezuela, de acuerdo con CONATEL, era el 1 de enero de 2020, pero debido al poco mantenimiento y cuidado de las instalaciones de retransmisión, sumado a la falta de cobertura ha causado que no se llevara a cabo el apagón de la señal analógica para la fecha prevista y la suspensión de la ampliación de la cobertura ha causado que la misma se vea limitada y retrocedida en el país.

### La TDT en Asia

#### Filipinas
Las Filipinas adoptaron formalmente la norma nipo-brasileña ISDB-Tb.

#### Japón
Japón desarrolló la norma ISDB-T.

#### Maldivas
Las Maldivas adoptaron formalmente la norma nipo-brasileña ISDB-Tb.

#### Sri Lanka
Sri Lanka adoptó formalmente la norma nipo-brasileña ISDB-Tb.

#### En Medio Oriente
TDT Arabia senal MBC1, OSN First, SpaceToon Indonesia, Musalsalat, Al Yawm, LBC, JSC, MBC Action, MBC4, OSN News, FOX, Saudi TV1, y Local TV tuvieron su apagón analógico el 13 de febrero de 2012.

### La TDT en Europa
La TDT se impanta en Europa por medio del estándar DVB-T, creado para la transmisión de televisión digital terrestre (TDT) por la organización europea Digital Video Broadcasting (DVB). Este sistema transmite audio, video y otros datos a través de un flujo MPEG-2, usando una modulación de “Multiplexación por División de Frecuencia Ortogonal Codificada” (COFDM).
El primer sistema acordado fue el DVB-S (transmisión vía satélite) en el año 1994, el cual fue utilizado por un operador francés poco después. El mismo año apareció el DVB-C (transmisión por cable), mientras que el sistema DVB-T (transmisión terrestre) fue posterior surgiendo en 1997. Las primeras difusiones en terrestre fueron en 1998 en Suecia y el Reino Unido.

#### Andorra
La TDT ha cubierto todo el territorio de Andorra desde 2007.

#### España
En el año 2000 entró en funcionamiento la primera plataforma comercial de Televisión Digital Terrestre (TDT) en España, Quiero TV; plataforma de pago que no alcanzó la rentabilidad esperada y cesó sus distintas emisiones el 30 de junio de 2002. Tras casi tres años en los que los radiodifusores públicos y privados nacionales estuvieron emitiendo su oferta analógica también en digital, si bien esta solamente era recibida por aquellos que contaban con un receptor de la desaparecida QuieroTV, el 30 de noviembre de 2005 se produjo el relanzamiento del proyecto de la TDT. Para ello, se adjudicaron nuevas licencias para la explotación de las frecuencias abandonadas por QuieroTV. También se llevaron a cabo diversas campañas promocionales y se aprobó un paquete de medidas legislativas.
El sistema de radio digital DAB también comenzó sus emisiones en 1998 pero aparentaba, en la práctica, ser inviable y/o poco rentable su recepción al no existir en el mercado bastantes receptores. Hoy en día esto ha cambiado pero en junio de 2011 el gobierno redujo la cobertura al 20% de la población.
El apagón analógico comenzó en el municipio de Fonsagrada, en la provincia de Lugo. Le siguió el proyecto piloto de la provincia de Soria, el 23 de julio de 2008. En España, según el plan de transición elaborado por el Ministerio de Industria, Turismo y Comercio (presentado en junio de 2007), se planificó que el cese de las emisiones analógicas se efectuara gradualmente y por regiones, siendo el 30 de marzo de 2010 la fecha límite para el cese definitivo, dos años antes de lo requerido por la Comisión Europea. Así, el 30 de marzo de 2010 se realizó el apagón analógico en toda España, excepto en varios municipios que tuvieron que esperar al 2 de abril para dar el adiós definitivo a la era analógica.

#### Francia
El 31 de marzo de 2005 se lanza la TDT en Francia continental y el 30 de noviembre de 2010 en los territorios franceses de ultramar.

#### Portugal
En Portugal al igual que en el resto de Europa el sistema TDT es el DVB-T2, aunque solamente se hayan asegurado la emisión de aproximadamente 6 canales gratis (RTP1, RTP2, SIC, TVI, RTP3 y RTP Memória) hasta ahora (están en ecuación la adición de otros dos canales hasta el final de 2018). Se verifica que pocos hayan comprado aparatos descodificadores o han cambiado sus televisores para televisores compatibles con el MPEG-4 (cambio que al parecer no es muy fácil de realizar debido a la no existencia de prácticamente ningún tipo de televisores que sean compatibles con este tipo de codificación). El apagón analógico se producirá en principio en el año límite establecido por la Unión Europea, aunque en los medios de comunicación se dice que quizás antes del plazo ya estarán emitiendo solamente los canales en TDT.

### La TDT en Oceanía
Las emisiones digitales en Australia comenzaron en 2001. El apagón analógico tuvo lugar en diciembre de 2013.